# Shūhei Nishida
Shūhei Nishida (jap. 西田修平 Nishida Shūhei; ur. 21 maja 1910 w  Nachi-Katsu'ura (nazwa obecna), prefektura Wakayama, zm. 13 kwietnia 1997 w Tokio) – japoński lekkoatleta, specjalista skoku o tyczce, dwukrotny wicemistrz olimpijski z 1932 i 1936.
Na igrzyskach olimpijskich w 1932 w Los Angeles zdobył srebrny medal w skoku o tyczce, przegrywając z Amerykaninem Williamem Millerem. Ustanowił wówczas swój rekord życiowy 4,30 m. Powtórzył ten sukces na igrzyskach olimpijskich w 1936 w Berlinie, gdzie był drugi za Amerykaninem Earlem Meadowsem, a przed swym rodakiem Sueo Ōe (pokonał go w dogrywce).
Nishida zwyciężył również w igrzyskach Dalekiego Wschodu w 1930 w Tokio. Zdobył trzy medale na akademickich mistrzostwach świata: złote w 1930 w Darmstadt i w 1935 w Budapeszcie oraz srebrny w 1928 w Paryżu.
W 1951 na pierwszych igrzyskach azjatyckich w 1951 w Nowym Delhi Nishida zdobył brązowy medal w skoku o tyczce. Miał wówczas 41 lat.
17 października 1929 w Seulu jako pierwszy Japończyk skoczył o tyczce ponad 4 metry (osiągnął wysokość 4,10). Później doprowadził rekord Japonii do wyniku 4,30 (3 sierpnia 1932, Los Angeles).
Ukończył studia na Uniwersytecie Waseda. Po II wojnie światowej był kierownikiem lekkoatletycznej reprezentacji Japonii oraz prezesem japońskiej federacji lekkoatletycznej.